# Antiserbische Ausschreitungen in Zadar 1991
Bei antiserbischen Ausschreitungen in Zadar 1991 am 2. Mai 1991 verwüstete eine aufgebrachte Menschenmenge von Kroaten bei einem mehrstündigen gewaltsamen Übergriff 116 serbische bzw. jugoslawische Geschäfte und Häuser in der Stadt Zadar in Norddalmatien.
Ausgelöst wurden die Ausschreitungen durch die Ermordung des 23-jährigen kroatischen Polizisten Franko Lisica (* 24. September 1968) aus dem Zadarer Vorort Bibinje, der am selben Tag am Hügel Štrkovač in Polača von militanten Krajinaserben erschossen worden war. Nachdem sein Tod in seiner Heimatstadt bekannt wurde, machten sich etwa hundert meist junge Kroaten aus Bibinje auf den Weg nach Zadar. Bei ihrer Ankunft skandierten sie „Dajte nam oružje!“ (Gebt uns Waffen!) und „Četnici, četnici!“ (Tschetniks, Tschetniks!). Die kroatische Versicherungsgesellschaft  Croatia osiguranje erklärte sich bereit, die entstandenen Schäden zu ersetzen.
Bis heute wurde niemand für die begangenen Verbrechen zur Rechenschaft gezogen. Franko Lisica gilt als erstes kroatisches Opfer des Kroatienkriegs im Kreis Zadar. Nach ihm sind mehrere öffentliche Einrichtungen im Kreis benannt, z. B. die Grundschule von Polača.